# Едвардіанська архітектура
Едвардіанська архітектура, едвардіанський неокласицизм (англ. Edwardian Neoclassicism) — історико-регіональний художній стиль, що проявився найбільше в архітектурі, який був популярний в Британській імперії в едвардіанську епоху, період правління короля Едуарда VII в 1901—1910, в який також іноді включають і кілька років після його смерті початку Першої світової війни.
Смерть королеви Вікторії в січні 1901 та сходження на престол її сина Едуарда ознаменували кінець вікторіанської епохи, періоду історизму, історичних стилізацій та еклектики в архітектурі. У той час, як Вікторія уникала зайвої публічності, Едуард був лідером серед законодавців мод, які знаходилися під впливом смаків континентальної Європи.
В окремих джерелах цей період розвитку британської архітектури, ґрунтуючись на еклектичності та вторинності стилю, називають «едвардіанським бароко», але правильніше називати його «едвардіанським класицизмом», або «неокласицизмом».
У 1890-х визрівала ідея, що тільки класицизм може гідно відобразити «велич епохи». Ця ідея зміцніла у зв'язку зі святкуванням шістдесятиріччя царювання королеви Вікторії (1897). Новий стиль, що відрізнявся більшою помпезністю в порівнянні з раннім англійським класицизмом стилю Георга III, або стилю регентства початку XIX століття, і дала привід називати його стилем бароко.
Едвардіанський, чи імперський, класицизм мав дещо еклектичний характер. Цей стиль втілився в архітектурі будівлі готелю «Піккаділлі», збудованого архітектором Норманом Шоу в Лондоні (1905—1908). У цьому будинку, як дотепно помітили сучасники, «ордери нагромаджуються на аркади», що невластиво архітектурі «суворої класики». «Заради справедливості слід зауважити, — писав далі В. Власов, що частка еклектичності завжди супроводжувала англійську архітектуру, це особливо помітно, наприклад, у вигляді собору Св. Павла, зведеного класицистом сером Крістофером Реном наприкінці ХVII ст., І пізніше, у будівлях стилю королеви Анни».
Одним із найзначніших архітекторів, послідовників едвардіанського неокласицизму в наступну епоху, був сер Едвін Лаченс, який проєктував безліч комерційних будівель і ввів термін «великий стиль» (ймовірно, за аналогією з «великим стилем» Людовіка XIV наприкінці XVII століття у Франції). Зародження великої манери англійського неокласицизму проходило в атмосфері націоналістичних тенденцій і, за визначенням В. Горюнова і М. Тублі, цей стиль переважав в архітектурі Англії до Першої світової війни. Його своєрідним завершенням став палац віцекороля Індії в Делі, побудований за проєктом архітектора Лаченса, який примикав раніше до Руху мистецтв і ремесел.
Цей наступний період був особливо важливим для англійської архітектури, у межах якої формувався раціоналістичний перебіг мистецтва модерну.

## Галерея

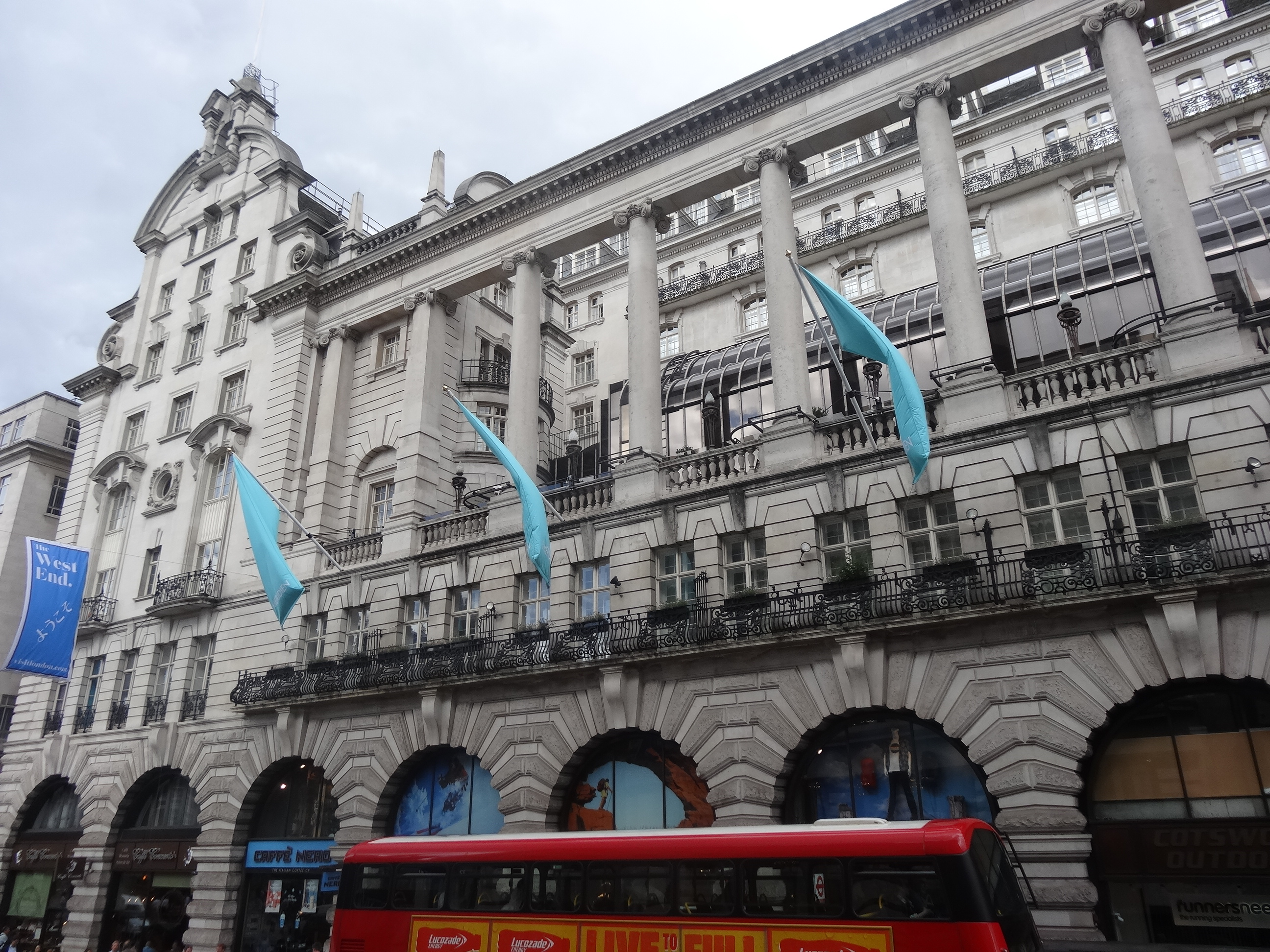
Готель Піккаділлі. Лондон. 1905–1908. Архітектор Н. Шоу
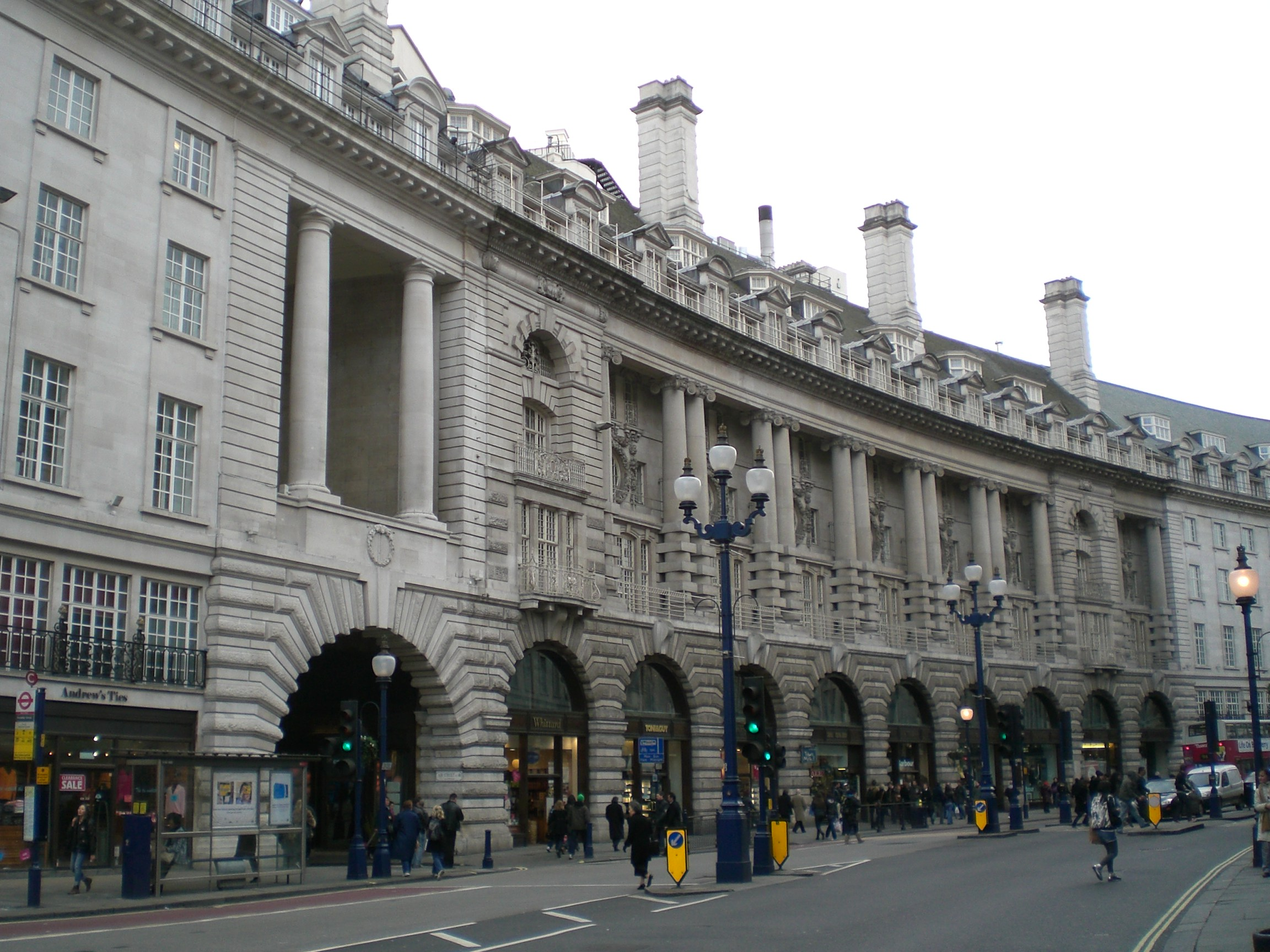
Готель Піккаділлі. Фасад по Ріджент-стріт
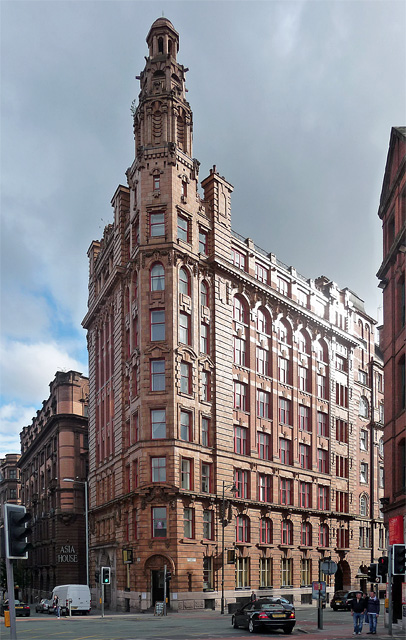
Ланкастер-хаус. Манчестер. 1910. Архітектор С. Річардс
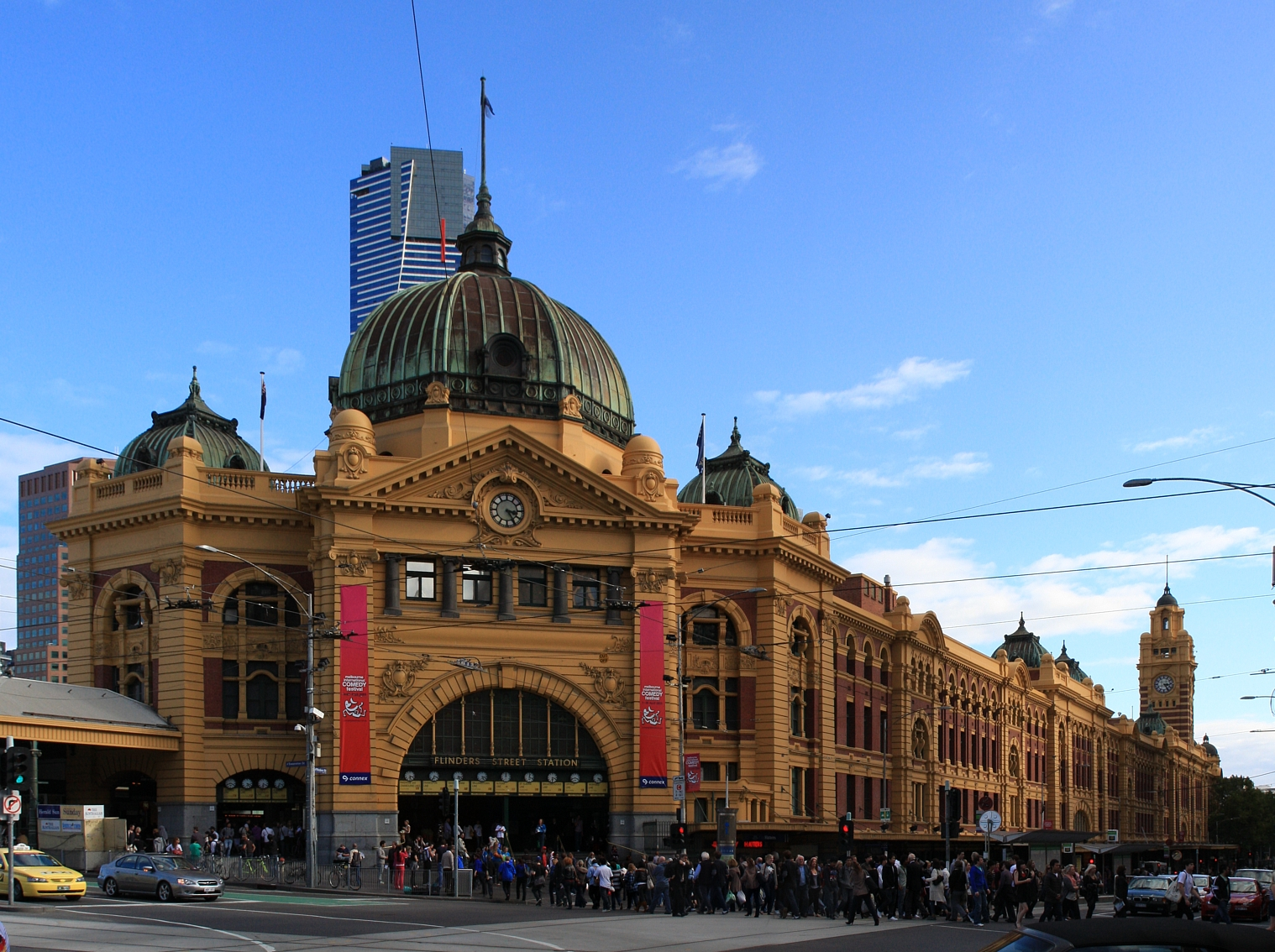
Будівля залізничного вокзалу в Мельбурні. 1854—1910
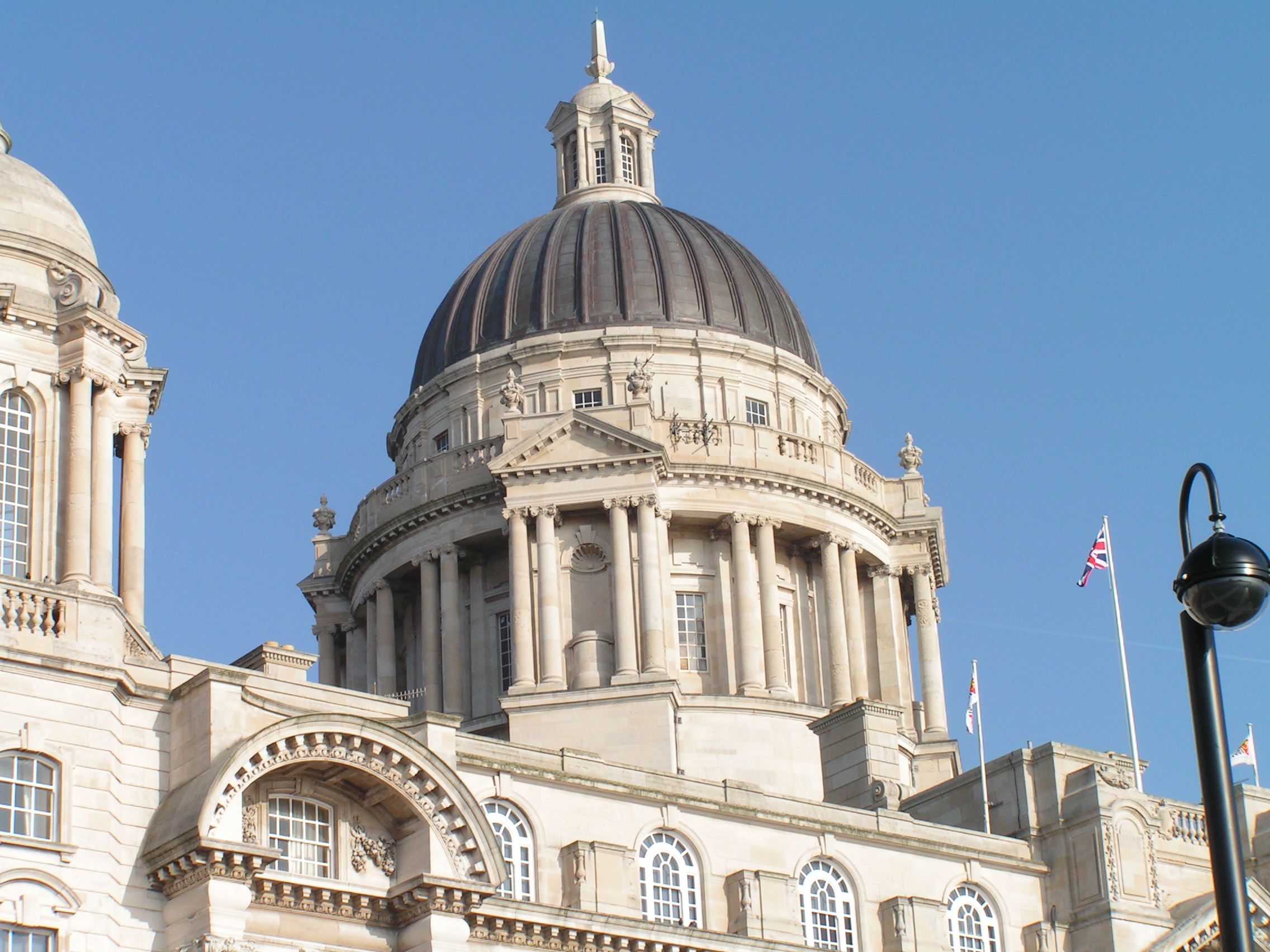
Купол будівлі Порту в Ліверпулі (Harbour Board Office). 1904—1907. Архітектор А. Торнлі
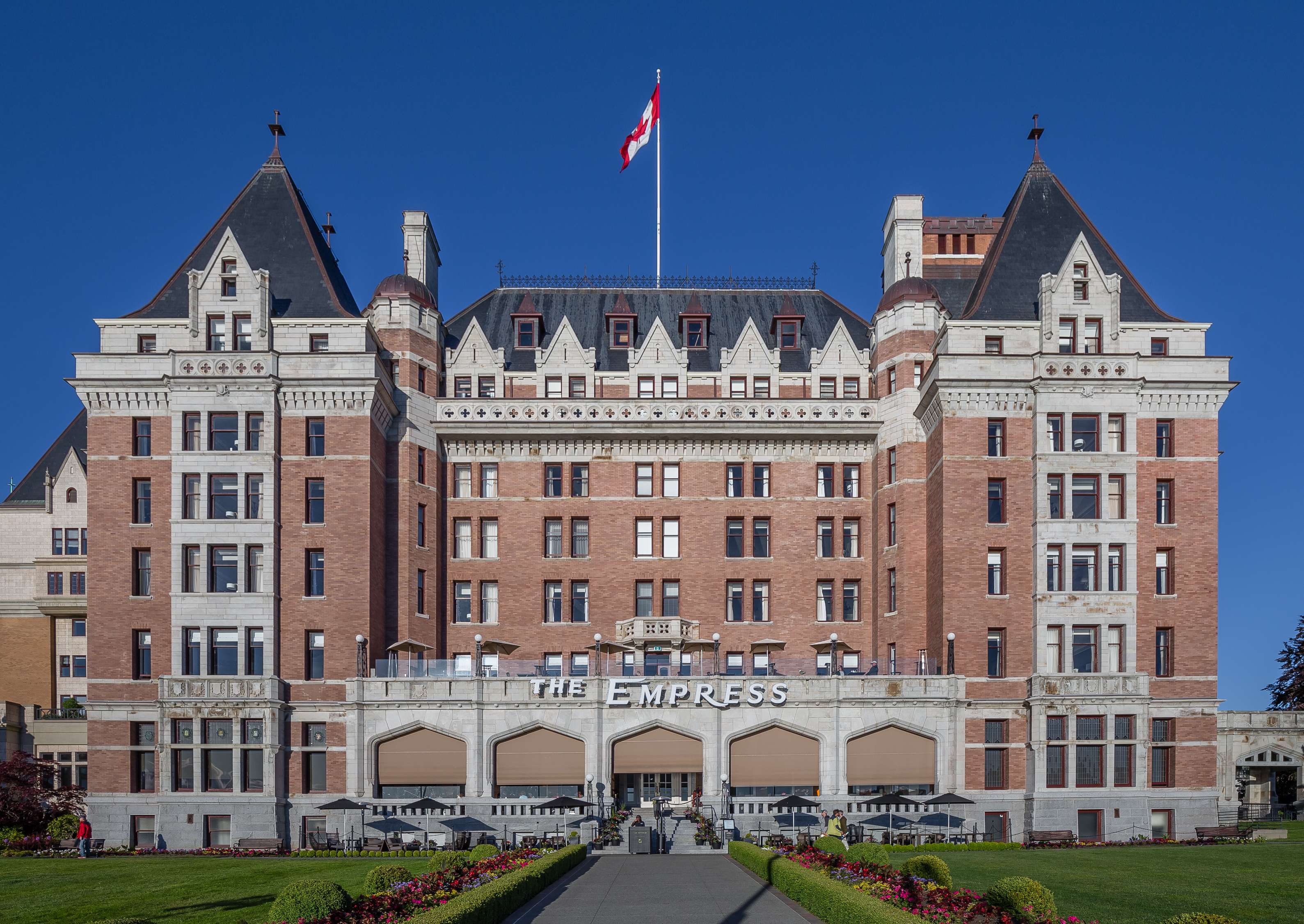
Готель Емпрес. 1904—1908. Британська Колумбія, Канада. Архітектор Ф. Реттенбері
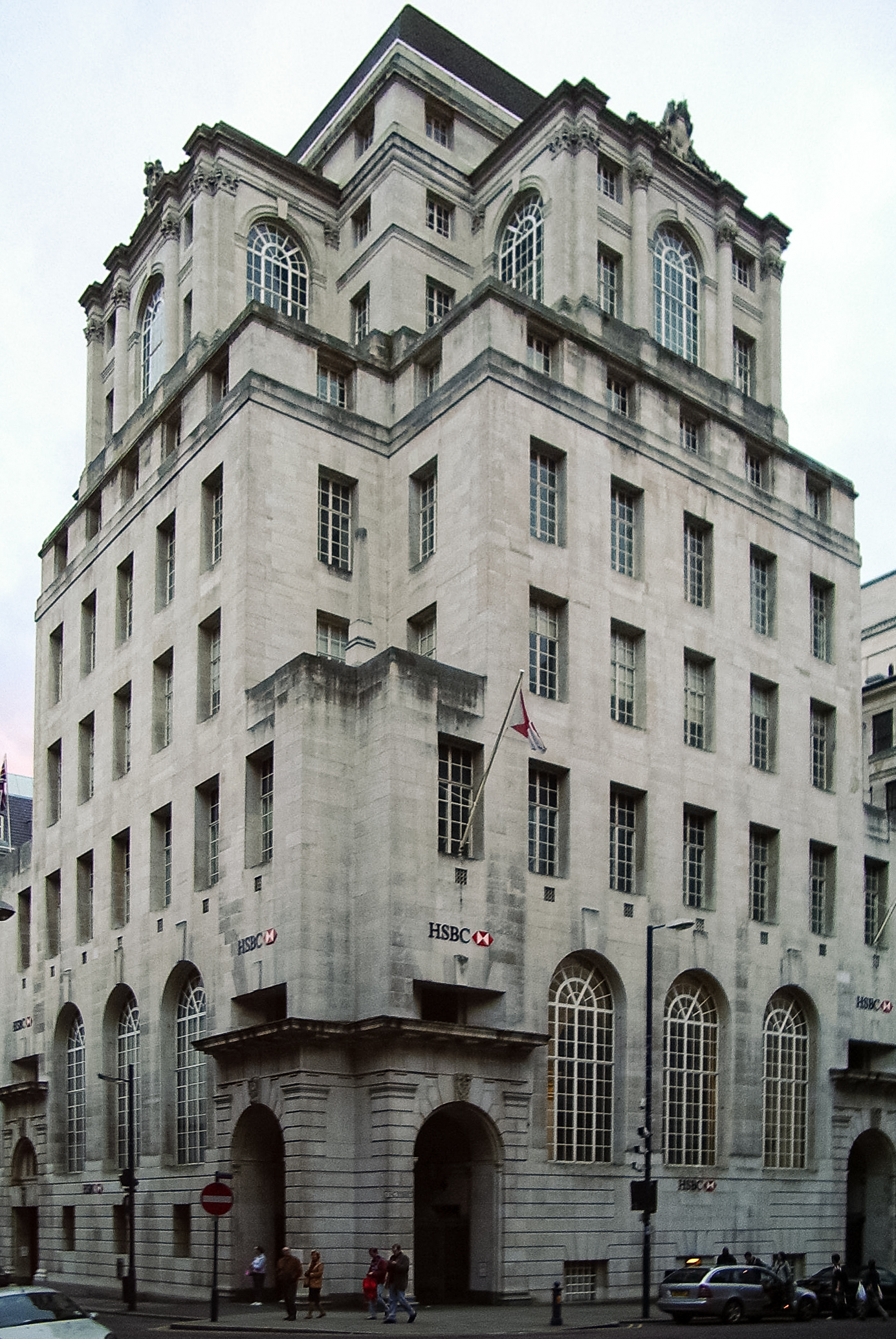
Будинок на Кінг-стріт, Манчестер. 1933-1935. Архітектор Е. Лаченс
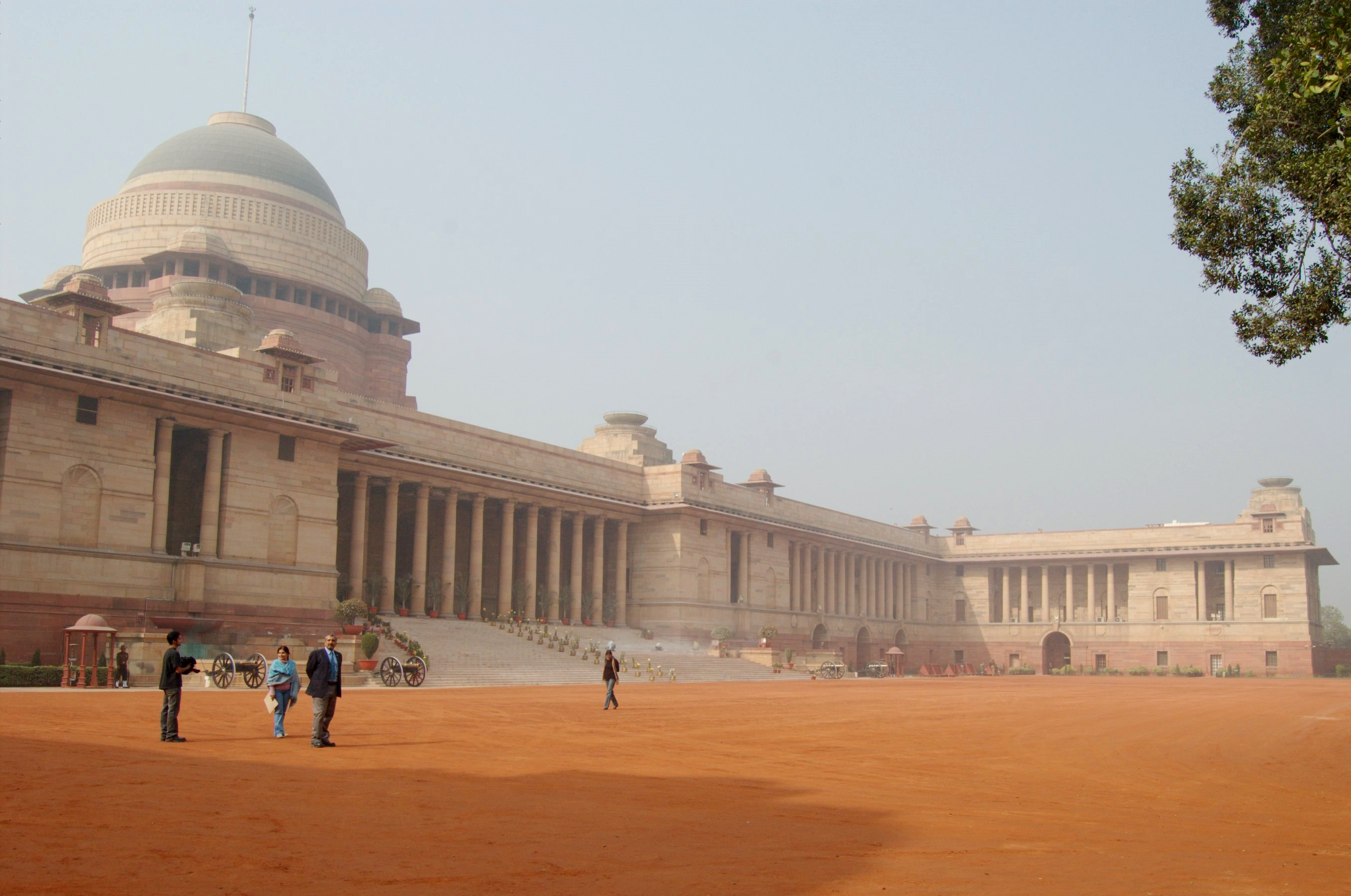
Будинок британського віцекороля (нині Раштрапаті-Бхаван). 1929. Нью-Делі, Індія. Архітектор Е. Лаченс